# Palacete Provincial
O Palacete Provincial está localizado no Centro Histórico da cidade de Manaus, capital do estado do Amazonas. É um imóvel centenário impregnado de importantes fatos ligados à vida social e política do povo amazonense.
Inaugurado oficialmente em 1875, o prédio já foi sede do governo e residência dos presidentes da Província do Amazonas até 1888. Funcionou como Quartel da Polícia Militar do Amazonas por mais de 100 anos e, atualmente, a Secretaria de Estado de Cultura do Amazonas (SEC) é a responsável pela utilização do espaço.
Em 2005, o Palacete Provincial passou por obras de restauro, sendo reaberto em 2009 com um espaço voltado à visitação pública e gratuita, recebendo visitantes interessados em conhecer os acervos e coleções de artes dos museus, e que também participam dos eventos culturais que acontecem no local. Situado na Praça Heliodoro Balbi, mais conhecida como Praça da Polícia, o prédio recebe cerca de 145 mil visitantes por ano.
Na atualidade, o prédio abriga um conjunto de 5 museus, sendo eles de diferentes linguagens: Museu de Arqueologia, Museu da Imagem e do Som (MISAM), Museu de Numismática do Amazonas, Museu Tiradentes e a Pinacoteca do Estado do Amazonas.

## História

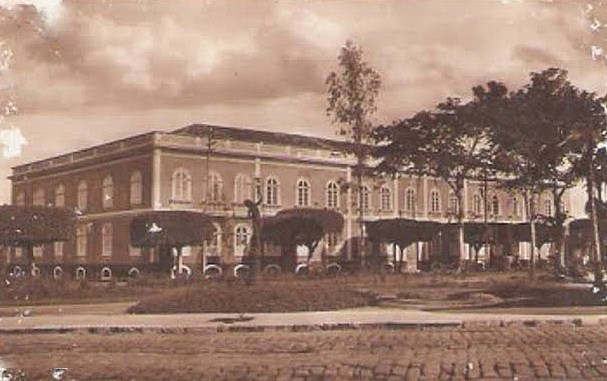
Palacete Provincial no século XIX.

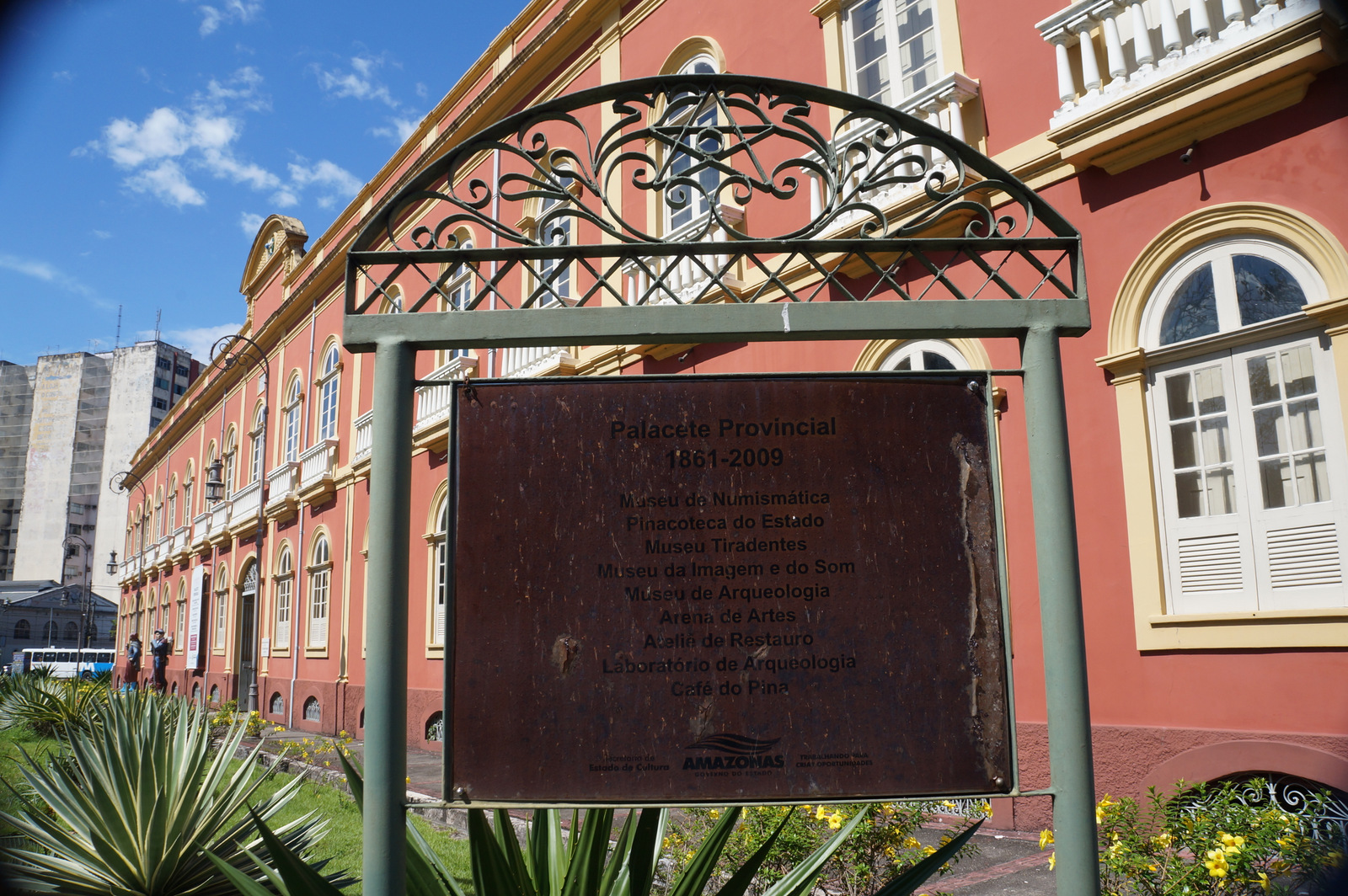
Placa na entrada do Palacete Provincial indica que o prédio é datado de 1861.

Sua construção foi iniciada em 1861 pelo comerciante português Alexandre Paulo de Brito Amorim para servir de residência a sua família, porém não concluiu a construção. O prédio foi comprado pelo Custódio Garcia, capitão da Guarda Nacional e depois vendido para José Bernardo Michellis, presidente da Província.
As obras foram concluídas no dia 25 de março de 1874 e, até 1875, o Palacete passou a abrigar simultaneamente várias repartições públicas: a Assembléia Provincial, a Repartição de Obras públicas, a Biblioteca Pública e o Liceu Provincial, atual Colégio Amazonense D. Pedro II.
O Palacete Provincial foi inaugurado oficialmente somente em 28 de fevereiro de 1875, quase um ano depois de haver sido dado como concluído. Nele moraram e cumpriram missões de governo os presidentes da Província do Amazonas até 1888.
Entre o final do século XIX e as primeiras décadas do século XX, a cidade de Manaus, como as demais capitais da região amazônica, vivia um momento de grande prosperidade, impulsionado pelo ciclo da borracha. Tal conjuntura histórica teria grande impacto no desenvolvimento do ambiente artístico-cultural da cidade (cujo símbolo maior seria a construção do luxuoso Teatro Amazonas, inaugurado em 1896), estimulando a vinda de artistas, fotógrafos e arquitetos de outras partes do Brasil e de outros países, sobretudo da Itália, atraídos pelo aquecido mercado de trabalho. Pintores como Crispim do Amaral, Fernandes Machado, Aurélio de Figueiredo e Antônio Parreiras passariam longas temporadas na cidade, executando um grande número de obras encomendadas por famílias abastadas e pelo poder público. O estímulo ao desenvolvimento artístico se consolidaria, por fim, com a adoção da educação artística em escolas públicas (como o Ginásio Amazonense, onde estudaria Manoel Santiago) e com a fundação da Academia Amazonense de Belas Artes.
A crescente concorrência dos seringais africanos e asiáticos e o fim da Primeira Guerra Mundial, entretanto, ocasionariam o fim do ciclo da borracha, resultando na decadência econômica das regiões produtoras brasileiras e, conseqüentemente, no arrefecimento dos acontecimentos artísticos e culturais da capital amazonense. Somente décadas mais tarde Manaus voltaria a presenciar alguma agitação em seu ambiente cultural, por meio da atuação do Clube da Madrugada. De ideologia anárquico-libertária, o clube havia sido criado pelos pintores Moacir Andrade, Afrânio de Castro, Oscar Ramos e Anísio Mello, e pelos escritores Antístenes Pinto, Alencar e Silva e Jorge Tufic, com o objetivo de promover uma série de ações vanguardistas nos campos das artes visuais e da literatura.
No âmbito das artes visuais, o Clube da Madrugada organizou os Salões Madrugada e as Feiras de Artes Plásticas, além de ter patrocinado exposições individuais e coletivas de artistas amazonenses. É nesse contexto que surge a ideia de criar um espaço museológico permanente para a divulgação e preservação do patrimônio artístico regional. Moacir de Andrade alimentava essa ideia desde o começo dos anos 50 e em diversas ocasiões manifestou tal desejo ao historiador Artur César Ferreira Reis. Em 1964, após o golpe militar, Artur Reis foi indicado pelo general Castelo Branco para assumir o governo amazonense, substituindo Plínio Ramos Coelho. Já no ano seguinte, em 18 de julho de 1965, instituiu, por meio da Lei n.º 233, a Pinacoteca do Estado do Amazonas.
A Pinacoteca funcionou a princípio em um salão na ala direita do edifício da Biblioteca Pública do Amazonas, na Rua Barroso. Seu acervo inicial consistia em 90 obras de arte, entre pinturas, desenhos, gravuras e esculturas. Moacir de Andrade foi o primeiro diretor da instituição, sendo sucedido por Álvaro Páscoa, Afrânio de Castro e Helena Gentil. Nos primeiros anos após a fundação, a instituição sediaria as reuniões do Clube da Madrugada e tornaria-se um importante centro regional de formação artística. Na Pinacoteca eram sediados cursos de desenho (Manoel Borges), pintura (Moacir Andrade), história da arte e xilogravura (Álvaro Páscoa). Cabe salientar, sobretudo, a atuação de Álvaro Páscoa como professor da Pinacoteca, responsável por formar toda uma geração de artistas plásticos contemporâneos, tais como Hahnemann Bacelar, Enéas Valle, Zeca Nazaré, Van Pereira, Thyrso Muñoz e Jair Jacqmont, entre outros. Este último viria a se tornar diretor da instituição na década de 1990.

## Museus

### Museu de Arqueologia
O Museu de Arqueologia foi inaugurado em 25 de março de 2009. Constitui-se em um dos cinco museus existentes no Palacete Provincial do Governo do Estado. De natureza eminentemente pedagógica, apresenta evidências da cultura material de grupos humanos imemoriais que viveram na região, complementados por banners com textos e fotos explicativas do “fazer arqueológico” em campo. Nele, o visitante se depara com algumas das técnicas adotadas em uma escavação e pode observar como evidências culturais de povos extintos são encontradas pelos arqueólogos, além de apresentar alguns dos equipamentos usados por eles em campo.
No Museu de Arqueologia encontram-se evidências da cultura material arqueológica, provenientes de Sítios Arqueológicos do Estado do Amazonas.  O maior objetivo é mostrar ao público visitante um pouco do conhecimento pré-colonial, sob a perspectiva antropológica e artística, entre outras, dos povos que viveram na região e legaram as mais diversas formas de expressão cultural. Na exposição, encontra-se a Estatueta Antropozoormorfa, cedida ao Museu pelo Instituto Geográfico e Histórico do Amazonas (IGHA).

### Museu da Imagem e do Som do Amazonas (MISAM)
Inaugurado em 6 de novembro de 2000, seus acervos são compostos por doações de diversas entidades e colecionadores, e por aquisições diretas da Secretaria Estadual de Cultura, que guarda, no Museu, documentos institucionais produzidos pelo próprio órgão. É encontrado no lugar material relativo a cinema, fotografia, música, televisão, rádio e outros tipos que fazem parte da tecnologia de artes visuais.

### Museu de Numismática Bernardo Ramos
É composto por um acervo de mais de 17 mil peças da coleção pessoal de Bernardo de Azevedo da Silva Ramos, incluindo moedas, cédulas, medalhas e condecorações nacionais e internacionais.

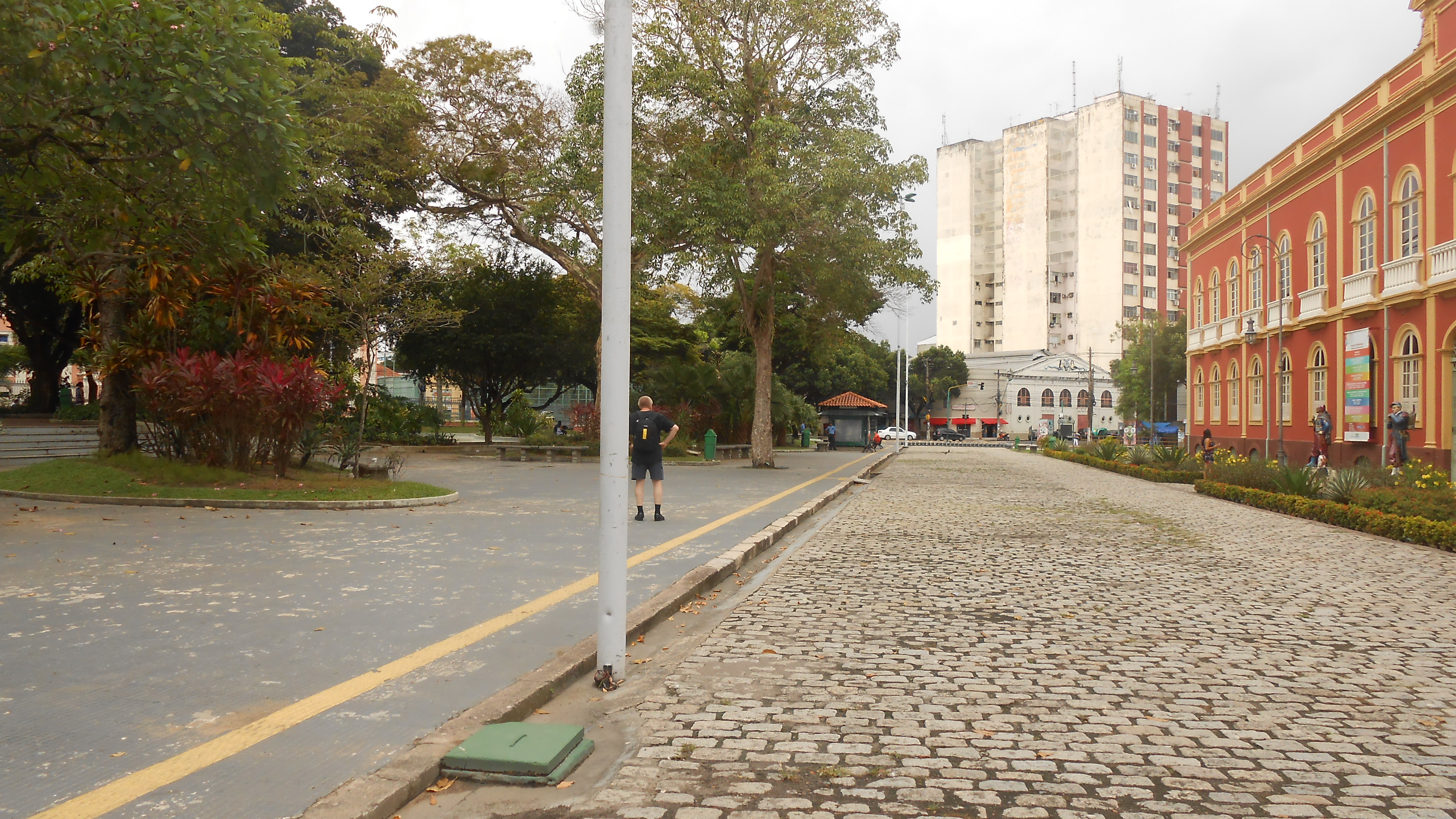
Praça Heliodoro Balbi, mais conhecida como Praça da Polícia.

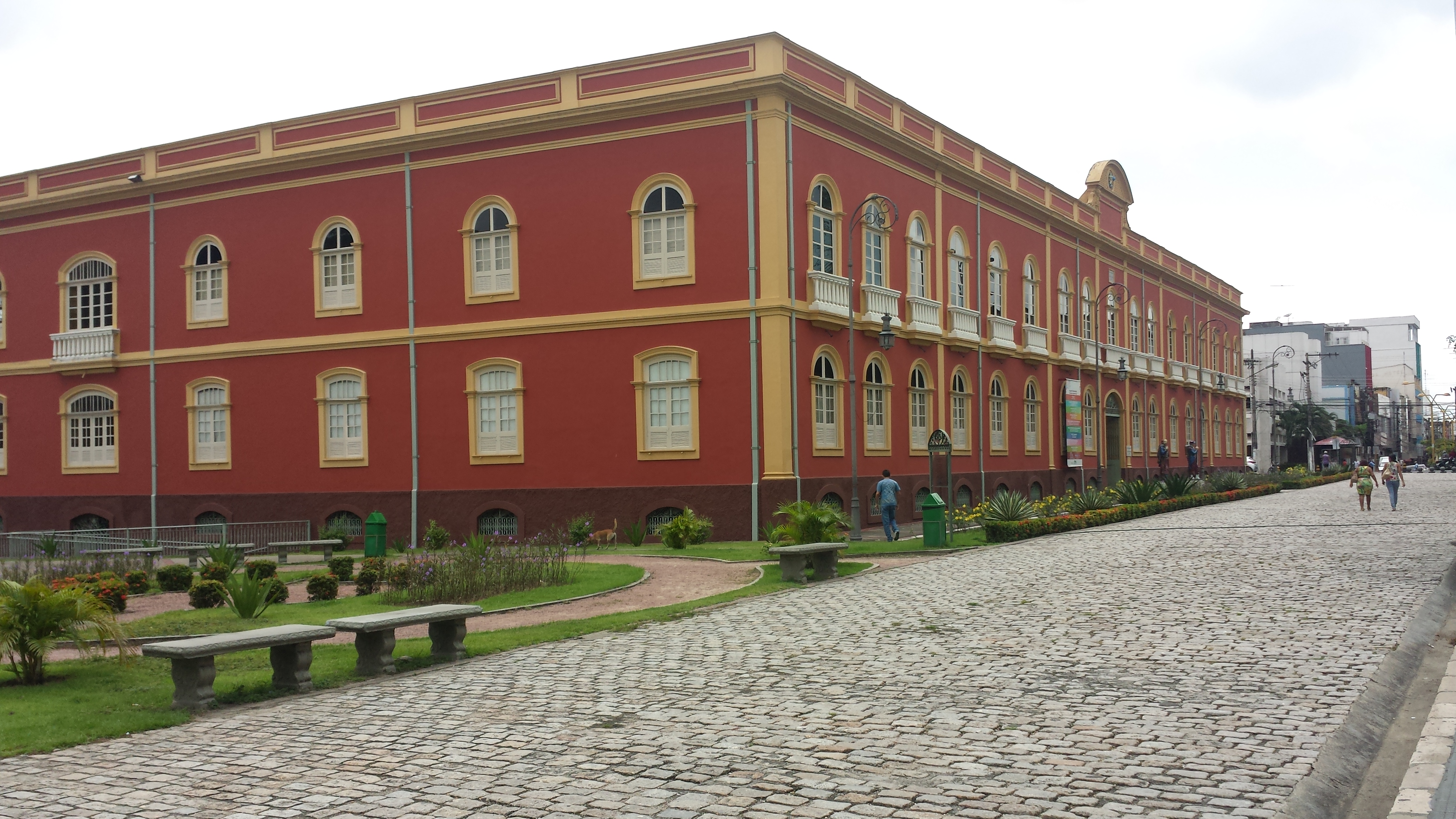
O Palacete Provincial e a Praça da Polícia.

### Museu Tiradentes
O Museu Tiradentes retrata a história da Corporação da Polícia Militar do Estado, com mobiliário original da época, bem como um arquivo integrado com cadernos de registros individuais dos membros da corporação, além de armamentos, uniformes, armaduras do século XVI e equipamentos utilizados pelo Corpo de Bombeiros do Estado. Na exposição 'Flagrante da História', o visitante poderá assistir a vídeos de eventos festivos e ouvir o som de algumas armas.

#### Histórico
Foi organizado e inaugurado em 1984, por iniciativa do então comandante-chefe da Polícia Militar do Amazonas, Coronel Elcio Motta, sob orientação técnica da Fundação Joaquim Nabuco. Sua primeira sede era então num salão no andar térreo do Comando Geral da PMAM na Praça Heliodoro Balbi, em Manaus.
No ano de 2009, o museu é reinstalado para o seu antigo local, agora denominado Palacete Provincial, representando uma parte importante da história do Estado do Amazonas e da corporação a qual pertence, devendo por isso a preservação e disponibilizando à sociedade o acervo histórico da entidade.
Seu acervo é composto por dezenas de objetos, como: armas antigas, equipamentos do Corpo de Bombeiros, uniformes, distintivos e decorações, documentos, fotografias entre outros..

### Pinacoteca do Estado do Amazonas
A Pinacoteca do Estado do Amazonas é uma instituição pública estadual, subordinada à Secretaria da Cultura do Amazonas. Foi oficialmente instituída em 18 de julho de 1965, durante o governo de Artur César Ferreira Reis, fruto de uma iniciativa acalentada desde os anos 50 por um grupo de intelectuais ligados ao Clube da Madrugada, nomedamente Moacir de Andrade. Destacou-se nas décadas seguintes por sua atuação didática, formando toda uma geração de artistas contemporâneos de expressão regional.
A Pinacoteca do Estado do Amazonas possui um acervo composto por mais de mil peças de técnicas variadas, abrangendo a produção artística brasileira entre os séculos XIX e XX, com ênfase especial nos artistas amazonenses. Também conserva uma coleção didática de cópias de obras consagradas da arte universal. Promove exposições permanentes e temporárias e organiza eventos culturais diversos.

#### Acervo
A Pinacoteca do Estado conserva um acervo de aproximadamente mil obras, entre pinturas, esculturas, desenhos e gravuras, realizadas por aproximadamente 300 artistas, amazonenses, brasileiros e estrangeiros. A coleção oferece um panorama da produção artística brasileira entre os séculos XIX e XX, ilustrado, sobretudo, por obras de artistas regionais.
O academismo oitocentista e a fase de transição do século XIX para o XX está representado por obras de pintores bastante significativos para a arte brasileira. Merece destaque a tela O último baile da Ilha Fiscal, de Aurélio de Figueiredo, versão preliminar para a obra homônima conservada no Museu Histórico Nacional do Rio de Janeiro. Também de Figueiredo é a tela O banho de Ceci, exemplar do romantismo indianista. Constam da coleção algumas das mais famosas pinturas de cunho histórico executadas por Joaquim Fernandes Machado, tais como A Glória coroando Gonçalves Dias e Primeiro voo de Santos Dumont. De Antônio Parreiras, o museu conserva os óleos Quarta-feira de cinzas e Caçador furtivo, provavelmente adquiridas pelo governo do estado durante a exposição doartista no Palácio Rio Negro, em 1905. Há ainda obras de Eliseu Visconti, Sólon Botelho e Darkir Parreiras, entre outros.
O modernismo está representado por um conjunto de obras de Alfredo Volpi, Cícero Dias, Inimá de Paula, Aldemir Martins e Burle Marx, além do óleo Curupira, do amazonense Manoel Santiago, representativo da pintura de expressão nacionalista dos anos 30. As obras de Oscar Ramos, Álvaro Páscoa, Anísio Mello e Hahnemann Bacelar exemplificam a assimilação do legado da Semana de Arte Moderna na Manaus dos anos 50 e 60. Dentre os representantes da arte naïf, merecem menção o acriano Francisco da Silva e a manauara Rita Loureiro. Destacam-se ainda Anna Letycia Quadros, Dirso José de Oliveira e Roberto De Lamonica.
No segmento referente à arte contemporânea, há obras de artistas de expressão nacional (Adhemar Guerra, Acácio Sobral, Antônio Dias, Emmanuel Nassar, Dora Basílio etc.) e regional (Afrânio de Araújo Castro, Eli Bacelar da Silva, Jefferson Rebelo, Sebastião Alves, Cristóvão Coutinho, Oscar Ramos, Claudson Mota de Ouro, Manoel Borges etc.).
Por fim, a Pinacoteca do Estado conserva uma coleção didática de cópias de obras consagradas da arte universal. São 70 quadros e 20 esculturas, atualmente expostos na Casa da Cultura da Rua da Instalação, enfocando diversos períodos e autores relevantes da história da arte.

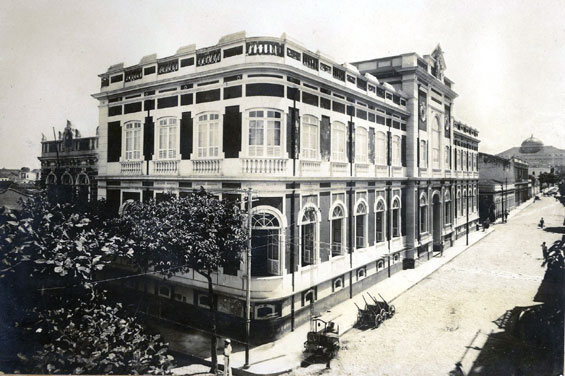
Edifício da Biblioteca Pública do Amazonas, primeira sede da Pinacoteca do Estado.
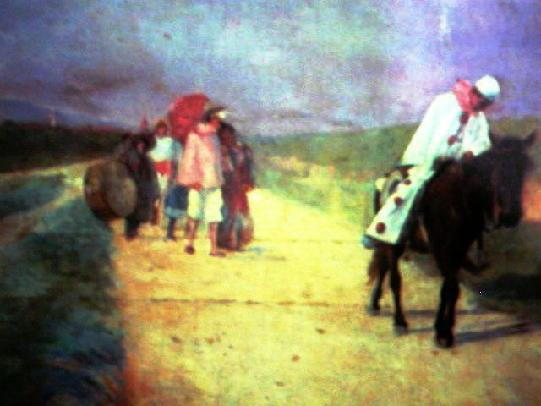
Antônio Parreiras - Quarta-feira de cinzas (1904). Acervo da Pinacoteca do Amazonas
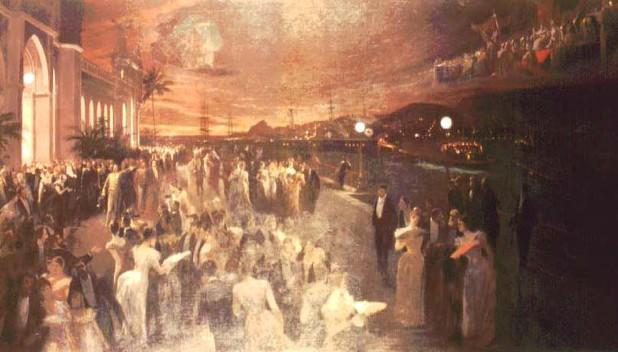
Aurélio de Figueiredo - O último baile da Ilha Fiscal (1905). Acervo da Pinacoteca do Amazonas
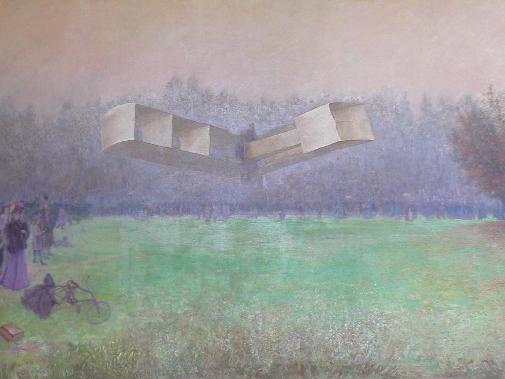
Joaquim Fernandes Machado - O primeiro voo de Santos Dumont (c. 1906). Acervo da Pinacoteca do Amazonas